# Cupa Mitropa 1940
Ediția a XIV-a a Cupei Mitropa, 1940, (ultima înainte de război), aliniază la start ca și în anul precedent 8 echipe, cu deosebirea că echipele cehoslovace și italiene nu au mai participat din cauza războiului. Au participat câte trei echipe din Iugoslavia  și Ungaria și două din România.

## Echipele Participante pe Națiuni
| Ungaria    | Ferencváros Football Club Ujpest Football Club Hungária Futball Club Magyar Testgyakorlók Köre |
| Iugoslavia | BSK Belgrad HŠK Građjanski Zagreb FK Slavija Sarajevo                                          |
| România    | ASC Venus București FC Rapid București                                                         |

Numele Oficiale ale cluburilor în perioada disputării competiției.

## Meciurile

### Sferturile de finală
Tur
| 17 iunie 1940 | Hungária FC MTK | 1 – 2 | FC Rapid București | Budapesta |
| 17 iunie 1940 |                 |       |                    | Budapesta |

| 18 iunie 1940 | BSK Belgrad | 3 – 0 | ASC Venus București | Belgrad |
| 18 iunie 1940 |             |       |                     | Belgrad |

| 19 iunie 1940 | HŠK Građjanski Zagreb | 4 – 0 | Ujpest Football Club | Zagreb |
| 19 iunie 1940 |                       |       |                      | Zagreb |

| 19 iunie 1940 | FK Slavija Sarajevo | 3 – 0 | Ferencváros Football Club | Sarajevo |
| 19 iunie 1940 |                     |       |                           | Sarajevo |

Retur
| 23 iunie 1940 | FC Rapid București | 3 – 0 | Hungária FC MTK | București |
| 23 iunie 1940 |                    |       |                 | București |

| 26 iunie 1940 | ASC Venus București | 0 – 1 | BSK Belgrad | București |
| 26 iunie 1940 |                     |       |             | București |

| 22 iunie 1940 | Ujpest Football Club | 0 – 1 | HŠK Građjanski Zagreb | Budapesta |
| 22 iunie 1940 |                      |       |                       | Budapesta |

| 23 iunie 1940 | Ferencvaros Football Club | 11 – 1 | FK Slavija Sarajevo | Budapesta |
| 23 iunie 1940 |                           |        |                     | Budapesta |

S-au calificat în faza semifinalelor: FC Rapid București, BSK Belgrad, HŠK Građjanski Zagreb și Ferecvaros Football Club

### Semifinalele
Tur
| 30 iunie 1940 | BSK Belgrad | 1 – 0 | Ferencvaros Football Club | Belgrad |
| 30 iunie 1940 |             |       |                           | Belgrad |

| 30 iunie 1940 | HŠK Građjanski Zagreb | 0 – 0 | FC Rapid București | Zagreb |
| 30 iunie 1940 |                       |       |                    | Zagreb |

Retur
| 7 iulie 1940 | Ferencvaros Football Club | 2 – 0 | BSK Belgrad | Budapesta |
| 7 iulie 1940 |                           |       |             | Budapesta |

| 7 iulie 1940 | FC Rapid București | 0 – 0 | HŠK Građjanski Zagreb | București |
| 7 iulie 1940 |                    |       |                       | București |

Atât turul cât și returul dintre FC Rapid București și HSK Gradjanski Zagreb s-au încheiat cu scorul de 0-0 și prin urmare s-a organizat un meci baraj pentru a se stabili adversara echipei Ferencvaros Budapesta în finală. Meciul de baraj a avut loc pe teren neutru la Subotica (Iugoslavia - Serbia de astăzi).

### Barajul
Conform regulilor timpului, dacă un meci se termina la egalitate, acesta trebuia rejucat. Nu exista regula prelungirilor sau a loviturilor de la 11 metri și s-a rejucat meciul pe teren neutru la Subotica.
| 10 iulie 1940 | FC Rapid București | 1 – 1 | HŠK Građjanski Zagreb    | Subotica Spectatori: 6.000 Arbitru: Beranek (Germania) |
| 10 iulie 1940 | Ioan Bogdan 14'    |       | Zvonimir Cimermančić 01' | Subotica Spectatori: 6.000 Arbitru: Beranek (Germania) |

| Rapid București: |                    |
|                  |                    |
| P                | Petre Rădulescu    |
| F                | Iosif Silvăț       |
| F                | Iosif Lingheriu    |
| M                | Ion Costea         |
| M                | Ion Wetzer         |
| M                | Ioachim Moldoveanu |
| A                | Radu Florian       |
| A                | Francisc Simko     |
| A                | Iuliu Baratky      |
| A                | Dan Gavrilescu     |
| A                | Ion Bogdan         |
| Antrenor:        | Ștefan Auer        |

| HSK Gradjanski Zagreb |             |
|                       |             |
| P                     | Urch        |
| F                     | Brozović    |
| F                     | Belosević   |
| M                     | Djanić      |
| M                     | Jasbinsek   |
| M                     | Kokotović   |
| A                     | Plese       |
| A                     | Zimermancić |
| A                     | Velfl       |
| A                     | Antolković  |
| A                     | Matekalo    |

Cel de-al treilea meci s-a terminat la egalitate cu scorul de 1 - 1. A deschis scorul Zimermancić pentru Gradjanski, iar pentru bucureșteni a egalat Ion Bogdan.
Fiindcă și acest meci s-a încheiat la egalitate a decis să se stabilească cea de-a doua finalistă prin tragere la sorți. Echipa norocoasă a fost Rapid. 

## Finala
Finala dintre Rapid București și Ferencváros a fost programată să aibă loc în iulie 1940. Cu toate acestea, din cauza evenimentelor din Al Doilea Război Mondial a fost anulată.

## Golgeterii ediției a XIV-a, Cupa Mitropa 1940
| Locul | Golgeter             | Club                      | Goluri |
| ----- | -------------------- | ------------------------- | ------ |
| 1     | György Sárosi        | Ferencvaros Football Club | 5      |
| 2     | Károly Finta         | Ferencvaros Football Club | 3      |
| 2     | Willy Sipos          | FC Rapid București        | 3      |
| 2     | Zvonimir Zimermančić | HSK Gradjanski Zagreb     | 3      |